# 플레이메이커
플레이메이커(Playmaker)는 경기장에서 동료 선수들을 이끌어가며 경기를 지휘하는 역할로서 팀의 중심적 선수를 의미한다.

## 개요
축구에서 중앙 공격형 미드필더 포지션을 의미하기는 하지만 모든 중앙 공격형 미드필더를 플레이메이커로 지칭하는 것은 아니다. 플레이메이커란 역할이나 유형을 의미하며 판타지스타(Fantasista), 트레콰르티스타(Trequartista )라는 용어로지칭되기도 한다.
각각의 종목에서는 미식 축구에서의 쿼터백(Quarterback)을, 배구에서의 세터(Setter)를, 농구에서의 포인트 가드(Point guard)를, 축구에서는 일반적으로 공격형 중앙 미드필더(Attacking midfielder) 선수를 의미한다. 플레이메이커란 경기를 풀어나가며 공격전개를 해 나가는 역할을 뜻한다.

## 플레이메이커의 자질
플레이메이커의 가장 중요한 자질은 경기를 읽고 풀어나가며 공격전개를 해 나가는 능력이다. 또한 효과적인 경기운영과 공의 분배를 통해 좋은  

포지셔닝을 만드는 것이다. 직관력은 플레이 메이커로서의 중요한 요소이며, 상황마다 동료 선수들이 어디에 있는지 잘 파악해야 할 필요가 

있다. 그래야만 동료들을 적절히 활용해 플레이메이커란 말 뜻 그대로 공격을 만들어 갈 수 있기 때문이다.
축구에서 대표적인 선수들로는 미쉘 플라티니, 디에고 마라도나, 소크라테스, 지네딘 지단, 리켈메 등이 있다.

## 같이 보기
- 축구의 포메이션